# Museumschip

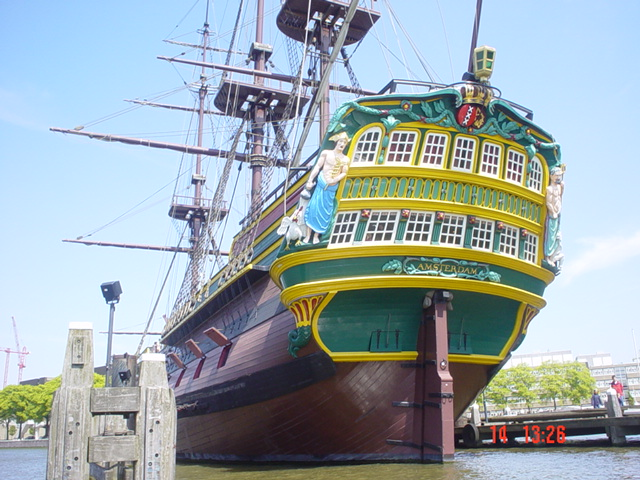
De 'Amsterdam', een replica van een historisch VOC-schip, bij het Scheepvaartmuseum te Amsterdam

Een museumschip is een schip dat in gebruik is als museum.
Wereldwijd zijn er enkele honderden schepen in gebruik als museumschip. De meeste museumschepen zijn schepen die na een actieve dienst uit de vaart zijn genomen en die door hun bijzondere bouw, zeldzaamheid of historische waarde bezichtigd kunnen worden. Er zijn ook schepen die speciaal voor deze functie zijn gebouwd, bijvoorbeeld replica's van historische schepen.
Museumschepen kunnen een educatief doel hebben, maar ook een historische waarde vertegenwoordigen, zoals militaire schepen die aan een bepaalde zeeslag deelgenomen hebben.
Meestal ligt een museumschip aan een vaste plek aan de kade; soms ligt het droog in een droogdok of in een gebouw. Sommige museumschepen varen nog, en bieden het publiek de gelegenheid om een vaartocht mee te maken. Veel museumschepen behoren toe aan een scheepvaartmuseum of een speciale vereniging of stichting, en maken deel uit van een grotere collectie.

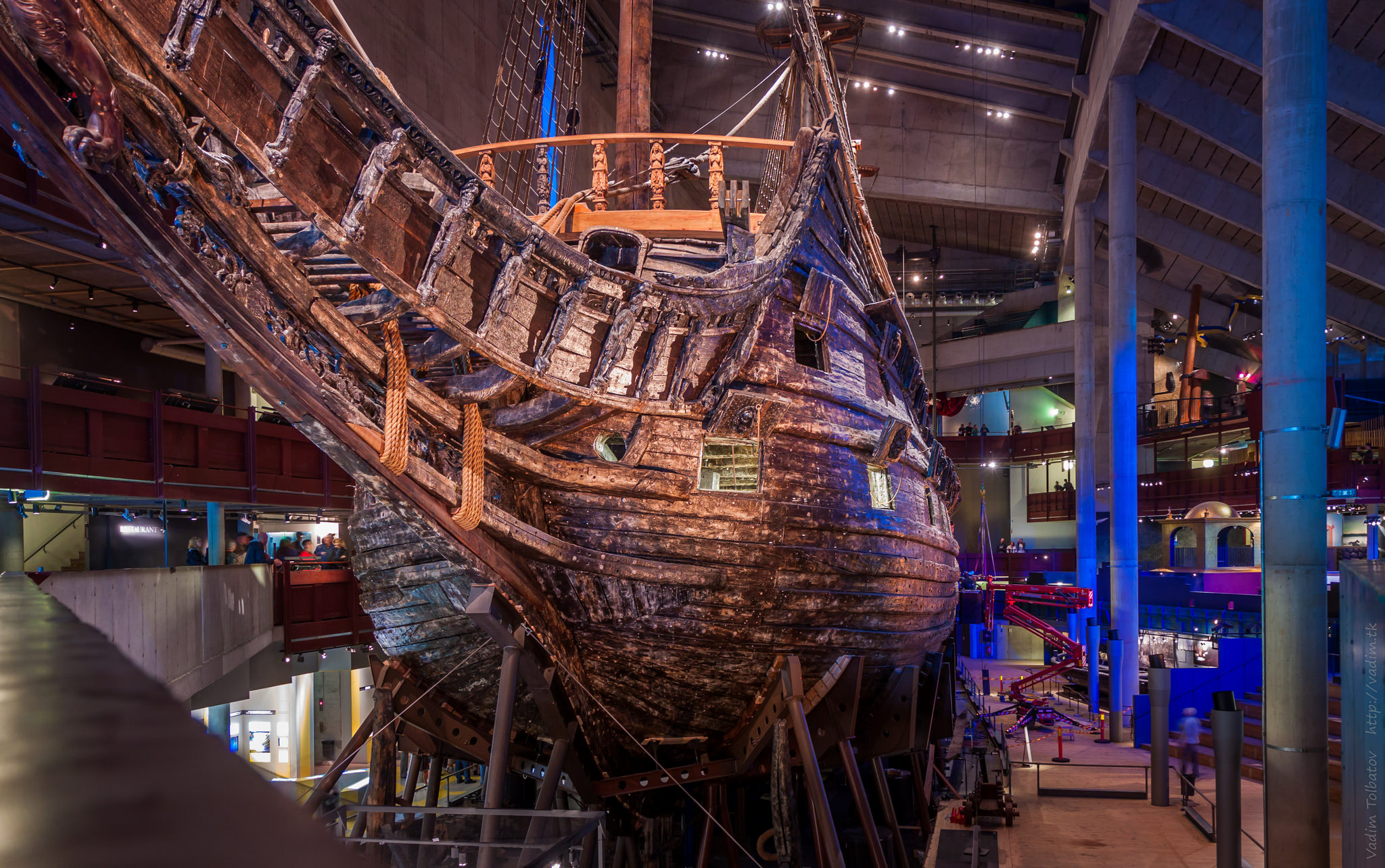
De 'Vasa', een intact gebleven 17e-eeuws schip in het Vasamuseum, Stockholm
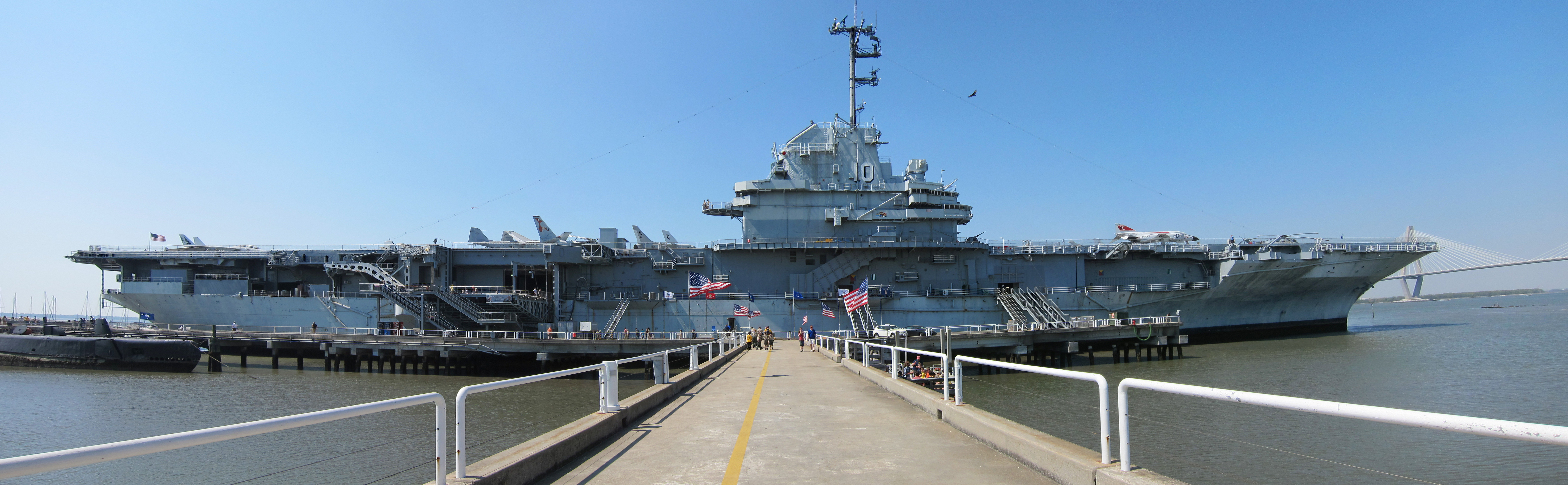
Het vliegdekschip 'USS Yorktown', toegankelijk als museum
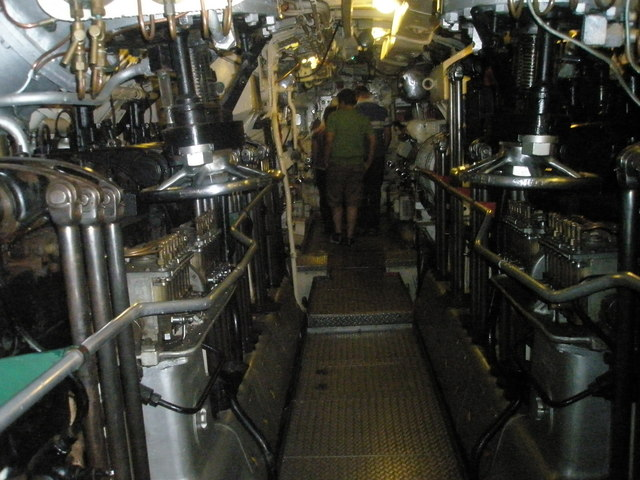
machinekamer van onderzeeboot 'HMS Alliance', sinds 2014 toegankelijk voor het publiek
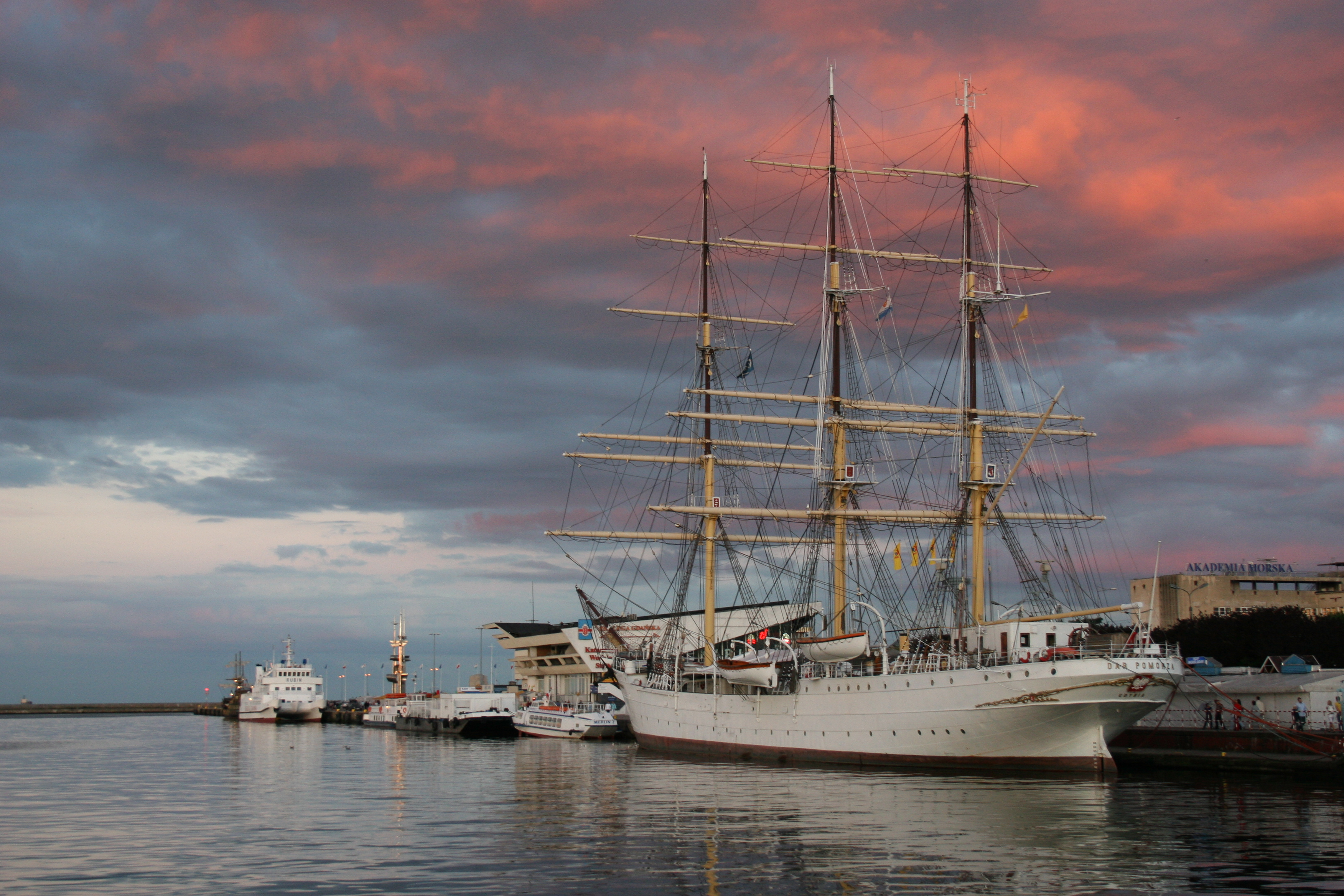
De windjammer 'Dar Pomorza', te bezichtigen in de haven van Gdynia
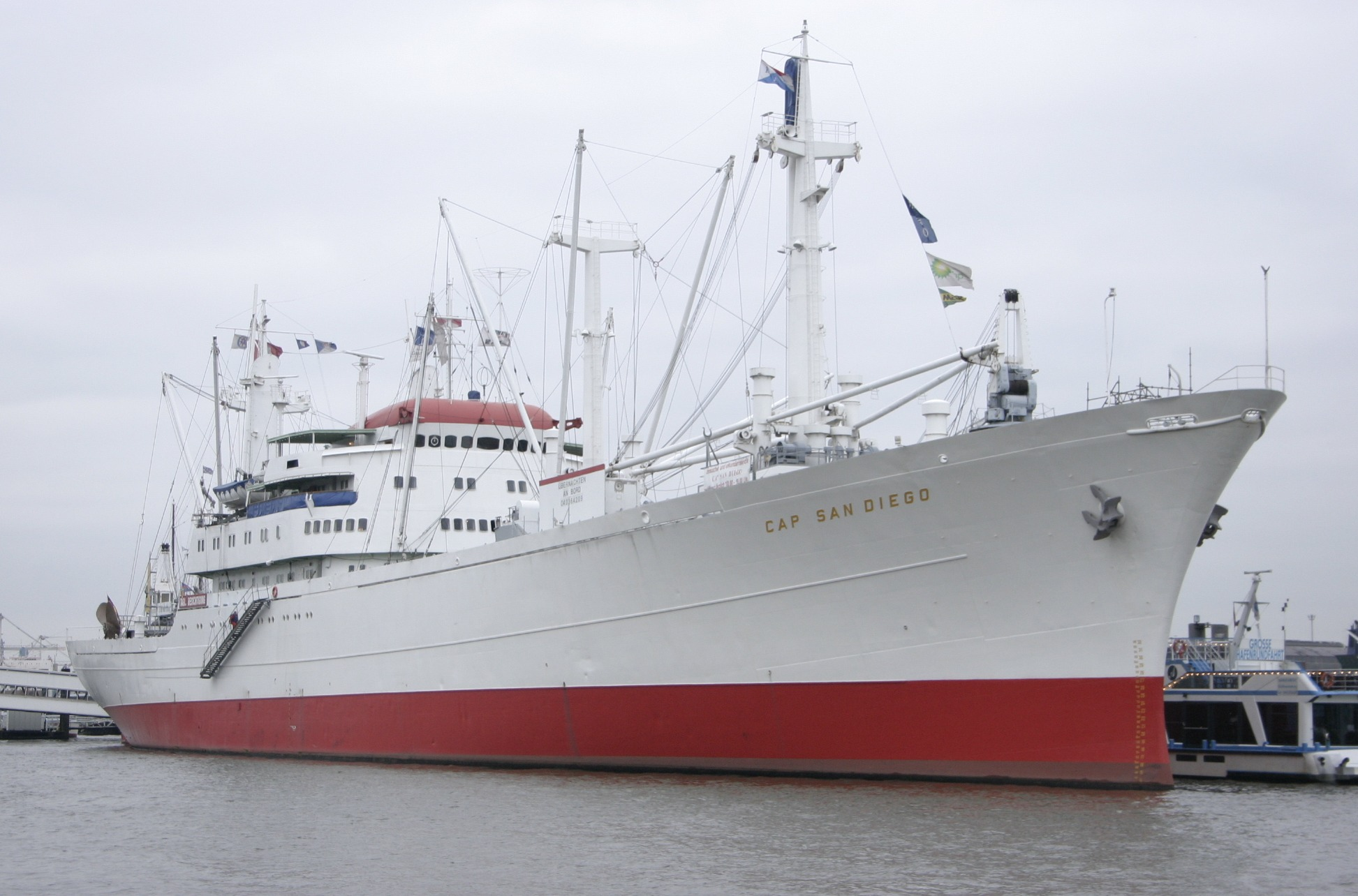
Museumschip Cap San Diego in de haven van Hamburg
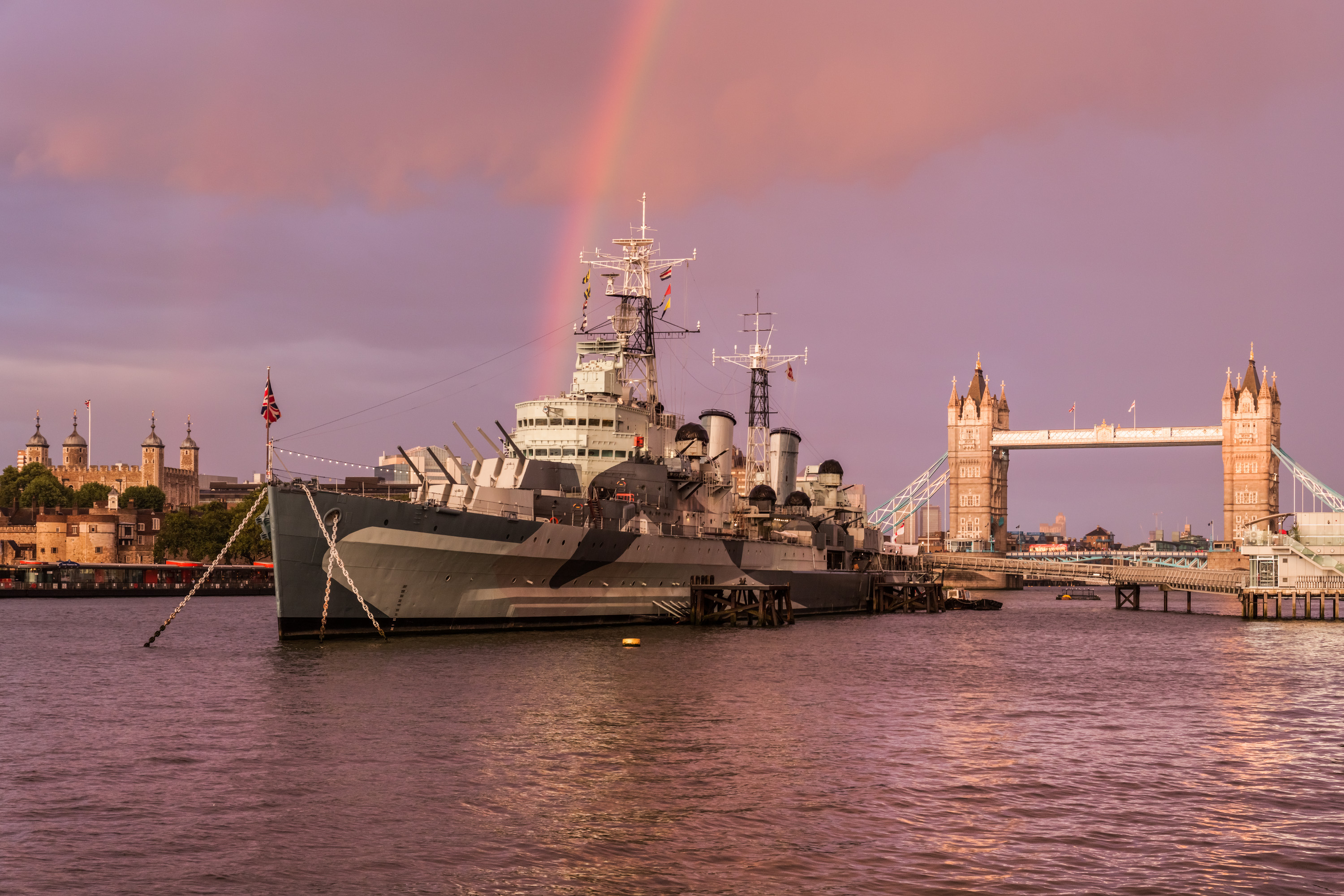
De lichte kruiser HMS Belfast, een Lichte kruiser uit de Tweede Wereldoorlog die op de Theems te Londen ligt. Op de achtergrond Tower Bridge en de Tower of London.